# Tesla Model 3
Tesla Model 3 – elektryczny samochód osobowy klasy średniej produkowany pod amerykańską marką Tesla od 2017 roku.

## Historia i opis modelu

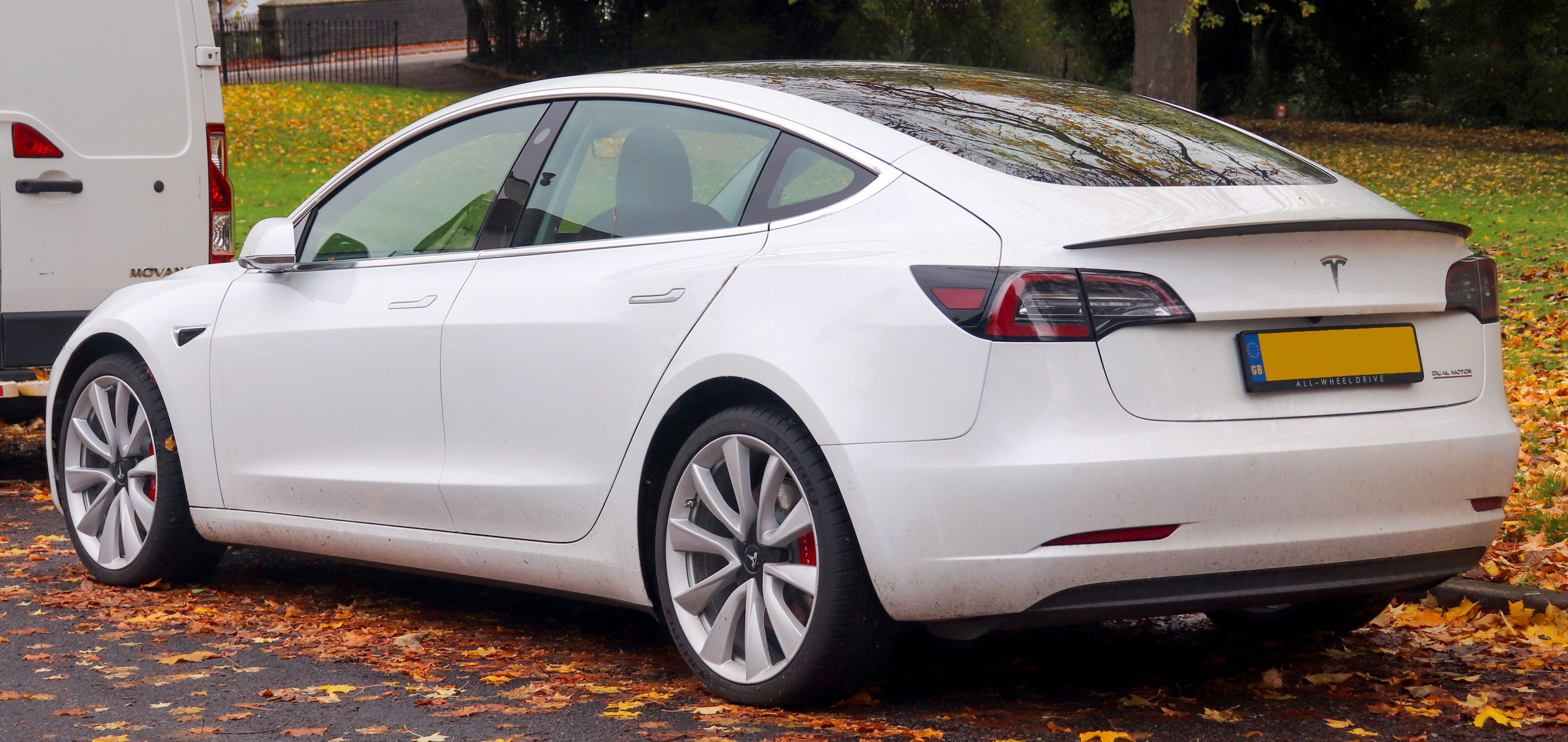
Tesla Model 3 – tył

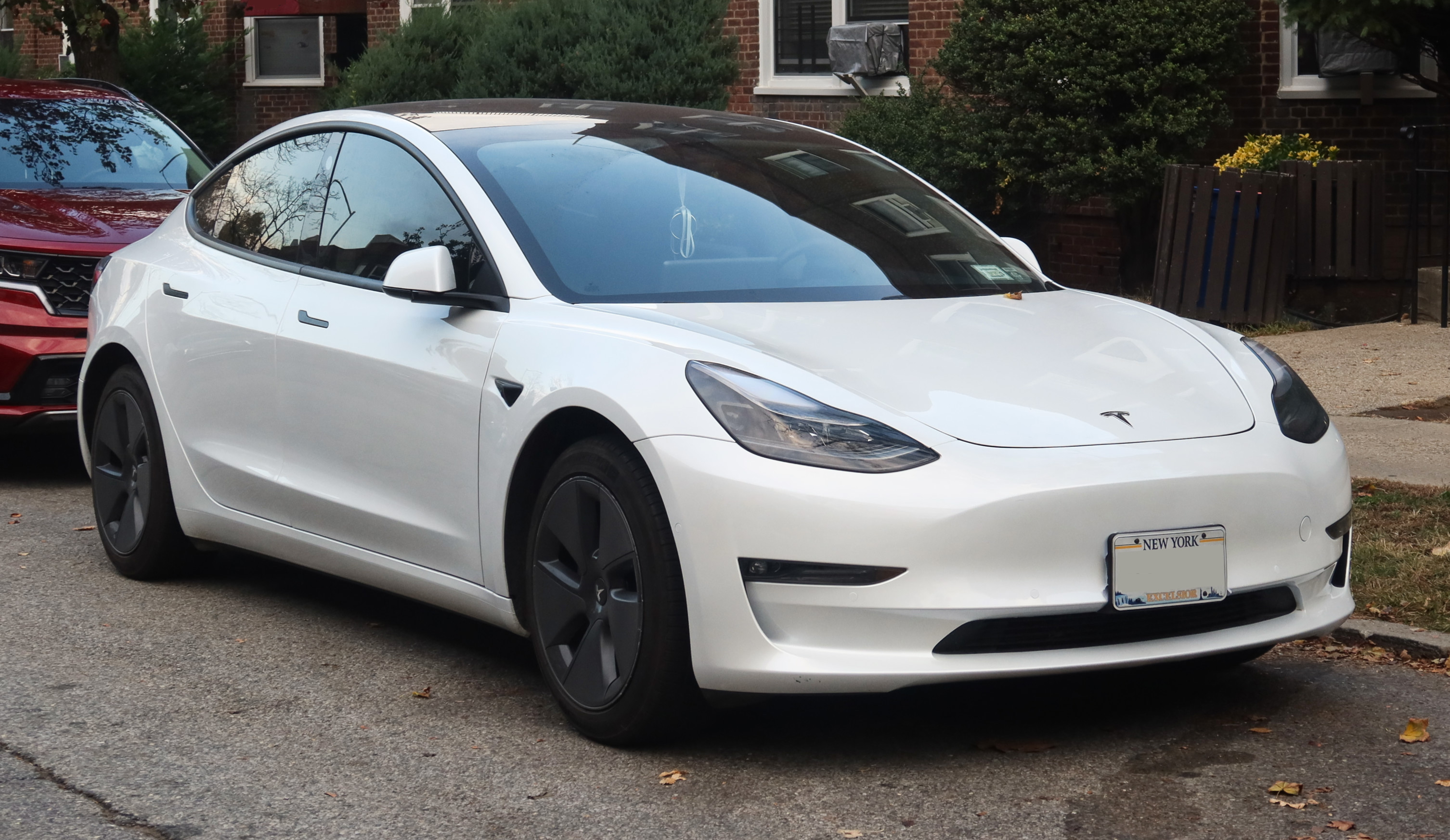
Tesla Model 3 po liftingu

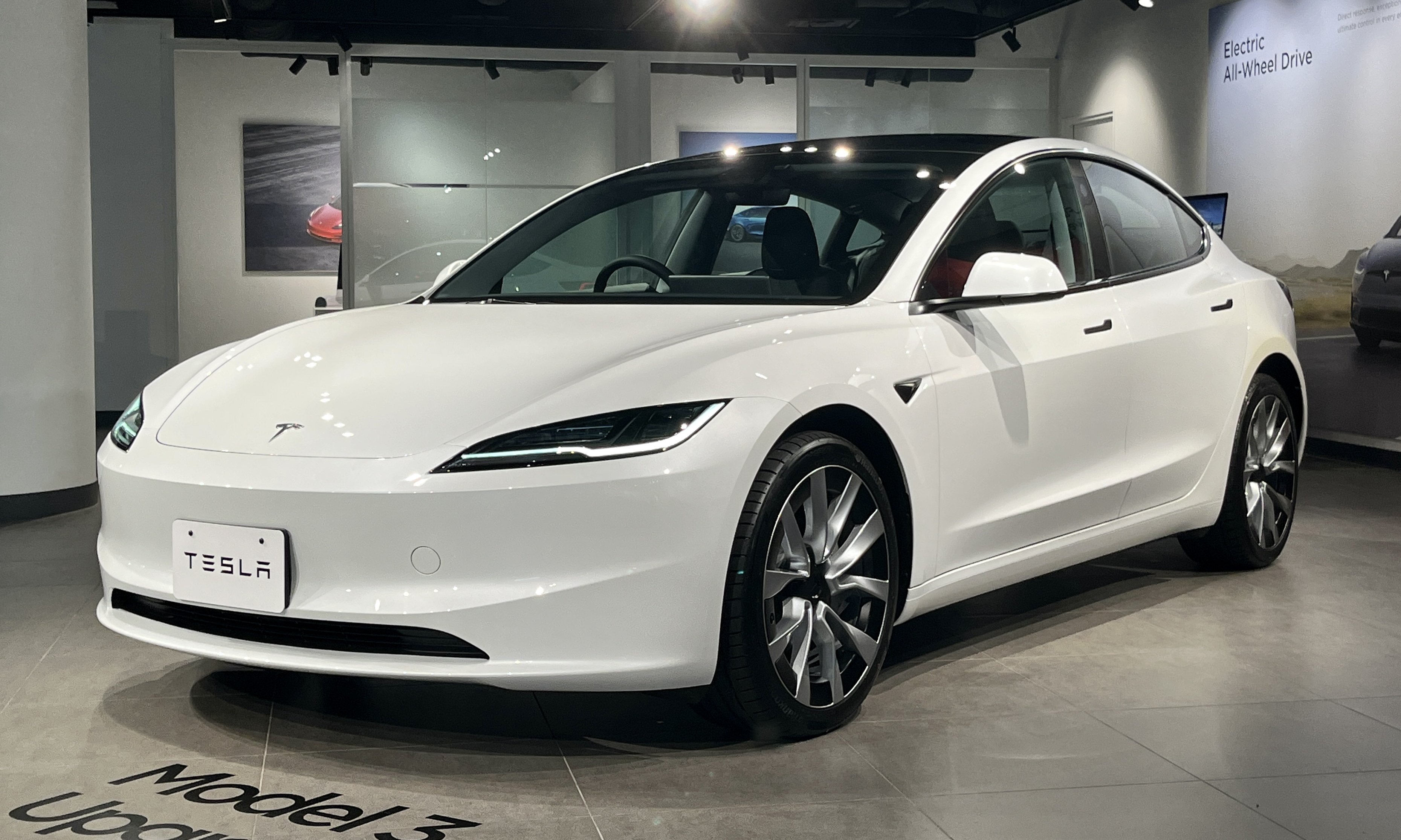
Tesla Model 3 po drugim liftingu

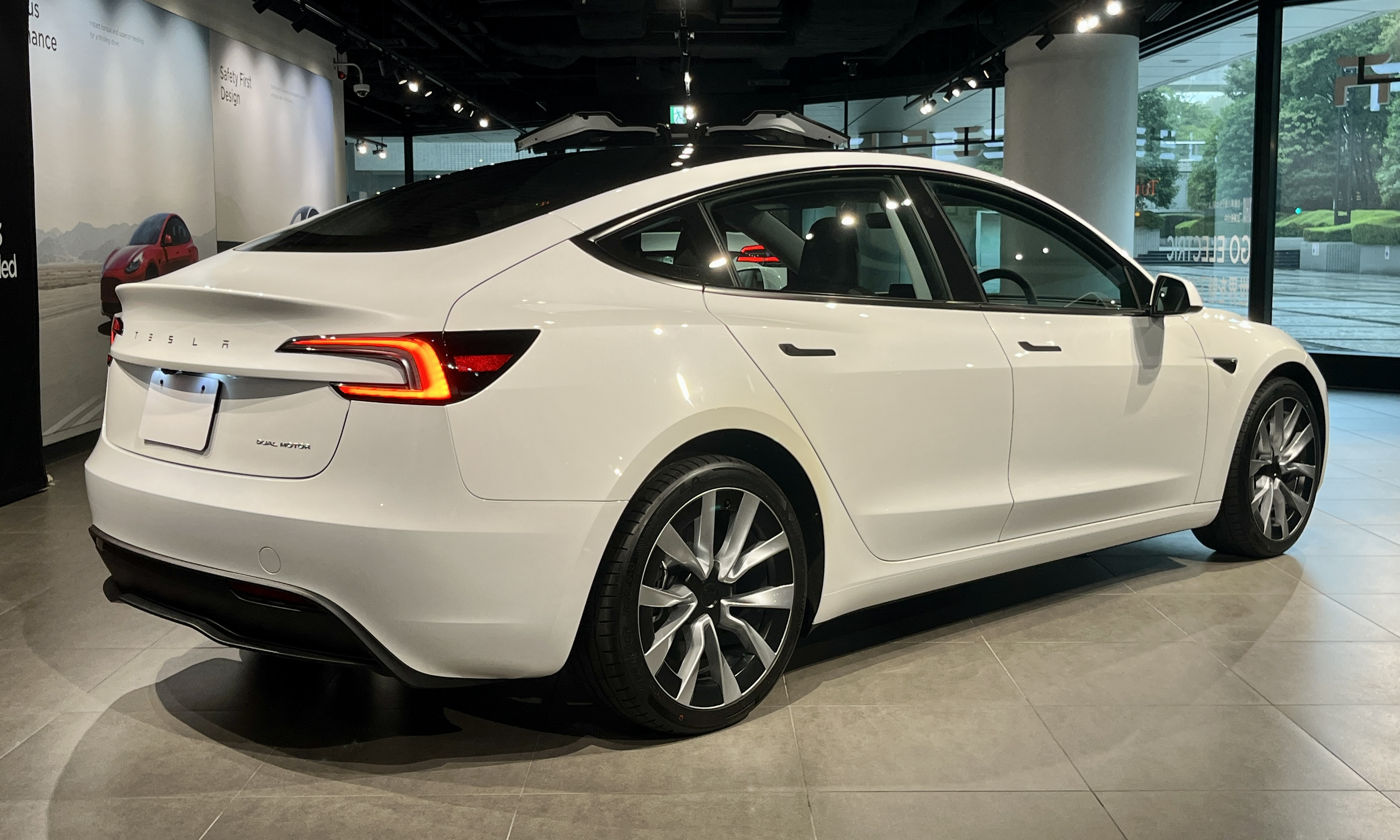
Tesla Model 3 - tył po drugim liftingu

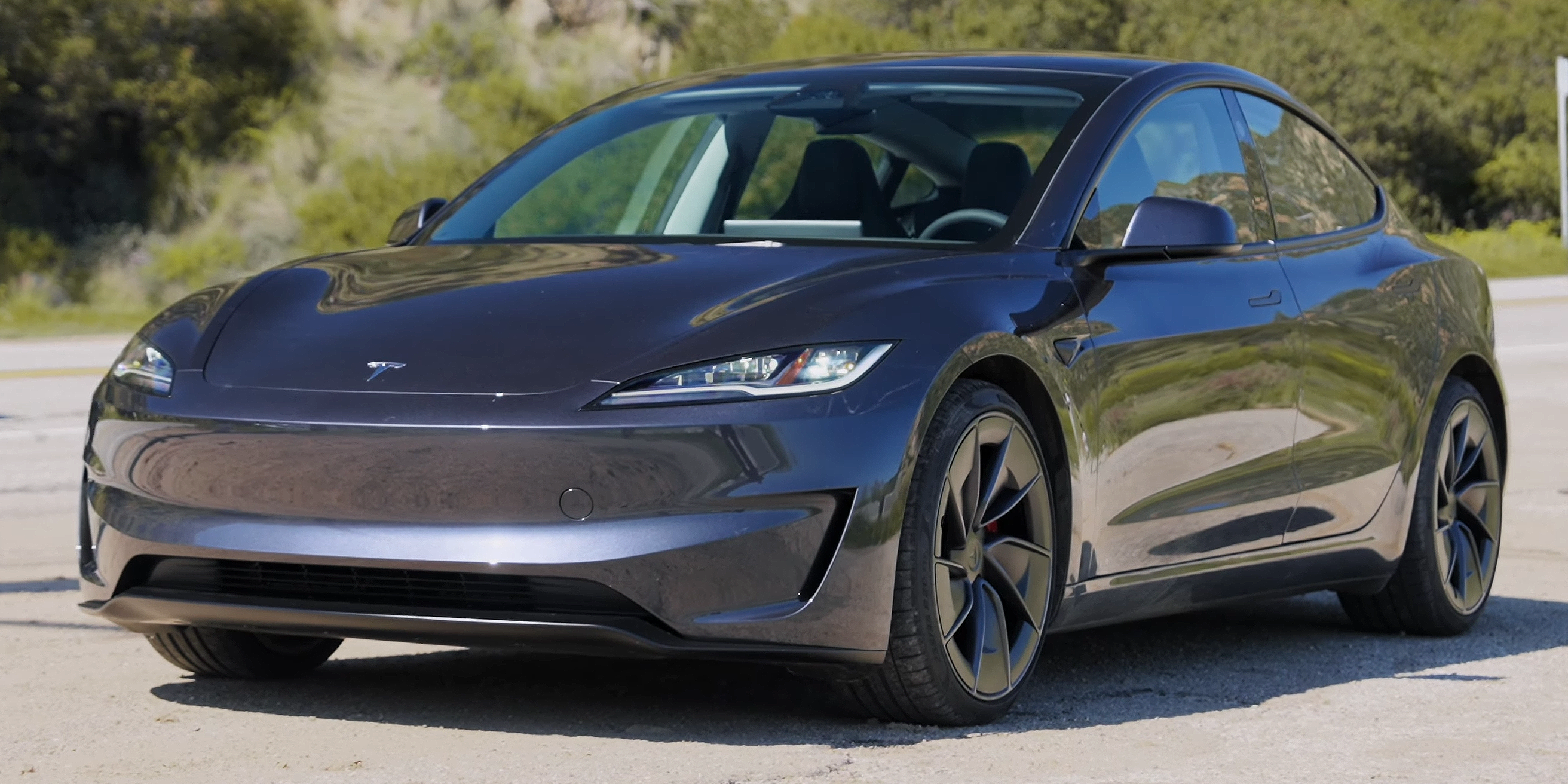
Tesla Model 3 Pefrormance po drugim liftingu

W 2013 roku, szef działu projektowego, Franz von Holzhausen ogłosił, że Model 3 będzie autem łączącym w sobie elegancką prezencję oraz duży zasięg, przy niewygórowanej cenie, co sprawi, że będzie mógł on trafić do masowej sprzedaży. Miał on być o 20% mniejszy od jednego z poprzednich modeli – Modelu S i mieć własny, unikalny kształt. W 2015 roku inżynierowie Tesla Motors skupili się nad projektem nowego modelu 3, porzucając pracę nad rozwojem modeli S oraz X (choć modele te nadal aktualizowano, m.in. zwiększając pojemność akumulatorów). Z powodu różnic w systemie chłodzenia pomiędzy samochodami elektrycznymi a spalinowymi, w Modelu 3 zrezygnowano z frontowego "grilla". Prace nad projektem modelu zostały zakończone 27 lutego 2016 roku. Oficjalna prezentacja miała miejsce 31 marca 2016 roku, a oficjalne wydawanie aut nastąpiło 28 lipca 2017 roku.
Model 3 ma zapewnić wystarczająco dużo miejsca, aby mogło w nim komfortowo podróżować 5 osób. Przyspieszenie od 0 do 100 km/h ma wynosić poniżej 6 sekund. Pierwszy egzemplarz samochodu zjechał z linii produkcyjnej 7 lipca 2017 roku. Pierwsze dostawy zamówionych Modeli 3 mają nastąpić pod koniec lipca 2017 roku. W związku z wysokim zainteresowaniem na model i dużą liczbę zamówień już w maju 2016 roku, Tesla zdecydowała o zwiększeniu planowanej produkcji i osiągnięciu liczby 500 000 sztuk już w roku 2018, dwa lata wcześniej niż pierwotnie planowano.
Tesla Model 3 jest 5-osobowym sedanem o specyficznym sposobie mocowania klapy bagażnika (zawiasy znajdują się po bokach tylnej szyby). Producent deklaruje bardzo niski współczynnik oporu powietrza (Cx) wynoszący 0,23.. Kokpit samochodu jest określany jako "minimalistyczny". Większością funkcji samochodu steruje się poprzez ekran dotykowy o przekątnej 15,4 cala umieszczony na konsoli środkowej, na wysokości kierownicy. Dwa dodatkowe przełączniki znajdują się na ramionach kierownicy. Zwraca uwagę całkowity brak wskaźników przed kierowcą. Prędkość wyświetlana jest tylko na ekranie centralnym, w jego lewym górnym rogu.

### Model 3 Performance
Na szczycie gamy wariantów napędowych Modelu 3 znalazła się odmiana Performance, która wzbogaciła gamę w maju 2018 roku. Dwa silniki o mocy 506 KM wraz z napędem AWD pozwoliły rozpędzić się od 0 do 100 km/h w 3,5 sekundy i rozwinąć do 250 km/h, z baterią 78,8 kWh i do ok. 422 zasięgu maksymalnego na jednym ładowaniu. W listopadzie 2020 zadebiutował model rozwijający 100 km/h w 3,4 sekundy, z baterią 76 kWh i do 466 kilometrów zasięgu, a w listopadzie 2022 moc zwiększono do 527 KM. W kwietniu 2024 przeprowadzono największe zmiany, które objęły po raz pierwszy także wygląd - z innym zderzakiem przednim, dodatkowym spojlerem tylnym i innym profilem alufelg ze sportowym ogumieniem. Moc układu napędowego zwiększono do 627 KM, pozwalając rozpędzić się do 100 km/h w 3,2 sekundy i osiągnąć do 262 km/h prędkości maksymalnej. Bateria 75 kWh dała do 455 kilometrów zasięgu.

### Restylizacje
Pierwszą kosmetyczną modernizację Tesli Model 3 przeprowadzono w listopadzie 2020 po 3 latach rynkowej obecności. Z zewnątrz chromowane wykończenie klamek, obwódek bocznych szyb oraz obudowy kamer w błotnikach zostały zastąpione wykończeniem w matowej czerni. Ponadto wprowadzono nowe wzory osłon plastikowych alufelg, a także zmodernizowano konsolę środkową w kabinie pasażerskiej - wykończenie z fortepianowej czerni zastąpiono matowym tworzywem, wprowadzono dwa punkty do bezprzewodowego ładowania, a także zastosowano podwójne szyby akustyczne. Dla optymalizacji działania klimatyzacji zastosowano po pierwszym liftingu pompę ciepła.
We wrześniu 2023 Tesla Model 3 przeszła kompleksową modernizację będącą największym od momentu debiutu pakiet rozległych zmian obejmując nie tylko wygląd, ale i kształt nadwozia, właściwości układu napędowego oraz wymiary zewnętrzne łącznie dając ok. 50% nowych elementów. Już pod koniec 2022 roku amerykański producent zapowiedział prace nad modyfikacjami pod przydomkiem Project Highland. Nowy projekt nadwozia przyniósł inny wygląd pasa przedniego, który zyskał węższe i bardziej podłużne reflektory, inny kształt maski, a także pojedynczy, mniejszy wlot powietrza w zderzaku. Zmianie uległ także kształt lamp tylnych, które zyskały inny wzór oraz wcięcia w środku, pomiędzy którymi zamiast loga Tesli zastosowano szeroki napis z nazwą producenta. Smuklejszy przód zwiększył wymiary zewnętrzne, a także pomógł uzyskać lepsze właściwości aerodynamiczne - Cd=0,225 spadło do Cd=0,219. Zmiany objęły jeszcze kabinę pasażerską, gdzie przeprojektowano układ schowków w konsoli centralnej, przemodelowano kokpit z łukiem oświetlenia ambientowego o zmiennej kolorystyce, a także zwiększono centralny ekran i dodano drugi dla pasażerów drugiego rzędu siedzeń. Najbardziej nietypową zmianą zostało nowe koło kierownicy pozbawione dźwigienek kierunkowskazów i sterowania wycieraczkami, a także trybów jazdy. Pierwsze dwie funkcje przeniesiono na kierownicę, a drugą - na centralny ekran dotykowy. Modyfikacje w oprogramowaniu i aerodynamice przyniosły większy zasięg i niższe zużycie energii dwóch pierwszych wariantów napędowych: podstawowego (ok. 420 km rzeczywistego zasięgu) i Long Range (ok. 505 km rzeczywistego zasięgu).

### Sprzedaż

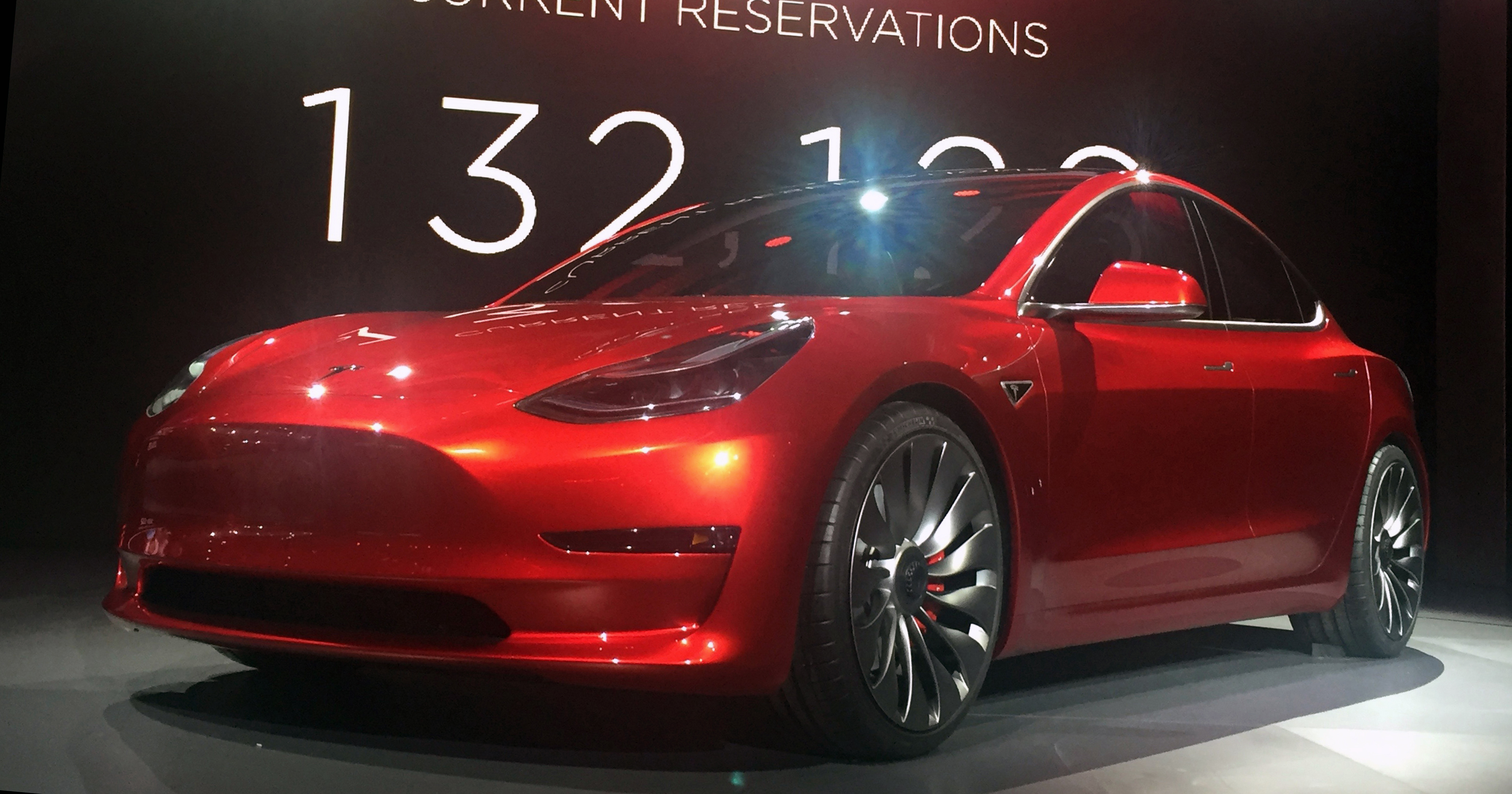
Przedprodukcyjna Tesla Model 3

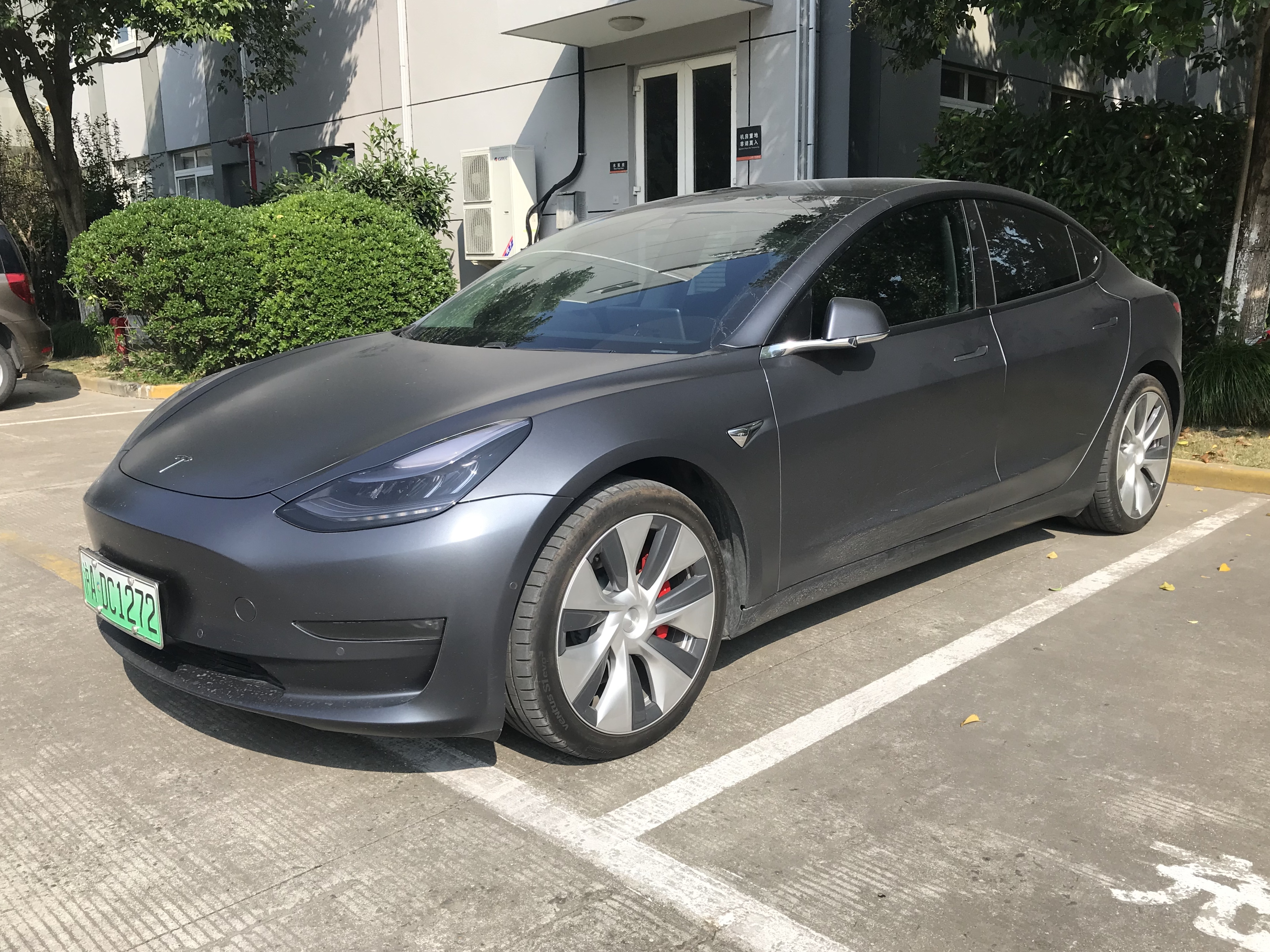
Chińska Tesla Model 3

Już w dniu prezentacji firma Tesla przyjęła tysiące zamówień na dostawę Modelu 3, pomimo faktu, że część zamawiających nie zdążyło nawet zobaczyć nowego samochodu. W czasie prezentacji auta, w ciągu niecałych 24 godzin przyjęto ponad 115 000 zamówień na nowy model. W dzień po oficjalnej prezentacji liczba zamówionych sztuk wynosiła ponad 180 000, co jest rekordem złożonych zamówień w ciągu jednego dnia spośród wszystkich produktów. W ciągu tygodnia od prezentacji liczba zamówionych sztuk wzrosła do 325 000, co przekładało się na ewentualne przychody w wysokości około 14 miliardów USD. Do 15 maja 2016 roku liczba zamówionych modeli wzrosła do 373 000 na całym świecie. Według zapewnień Tesli, Model 3 ma mieć zasięg na jednym ładowaniu wynoszący około 350 km (215 mil) w wersji Standard oraz nawet 500 km w wersji Long Range.
Zgodnie z planami Tesla Motors, Model 3 miał być modelem kończącym strategię złożoną z 3-stopniowego wprowadzania marki na rynek. Strategia ta zakładała rozpoczęcie sprzedaży samochodów o wysokiej cenie i jej stopniowym obniżaniu wraz z wprowadzaniem na rynek nowych modeli. Karoseria pierwszego modelu samochodu wypuszczonego przez Tesla Motors, Roadster, wykonana była przy użyciu włókna węglowego. Kolejne dwa modele, tj. S i X, wykonano z aluminium, a najnowszy Model 3 składa się głównie ze stali (w mniejszym stopniu z aluminium). Pierwsze dostawy zamówionych modeli nastąpiły 28 lipca 2017 roku, począwszy od stanów znajdujących się na zachodnim wybrzeżu USA.
Produkcja i sprzedaż Modelu 3 znacznie przyspieszyły na przestrzeni roku 2018. W drugiej połowie roku 2018 samochód notował w USA miesięczną sprzedaż na poziomie od kilkunastu do dwudziestu kilku tysięcy egzemplarzy, będąc – z ogromną przewagą nad kolejnymi modelami – najlepiej sprzedającym się samochodem elektrycznym w USA. Około marca 2019 r. ruszyły dostawy Modelu 3 w Europie. W roku 2019 w Holandii i w Norwegii najlepiej sprzedającym się modelem samochodu był właśnie Model 3, uzyskując wyniki sprzedaży lepsze niż jakikolwiek samochód spalinowy. W drugiej połowie 2019 r. rozpoczęto produkcję Modelu 3 w Chinach, w fabryce w Szanghaju. Pierwsze dostawy samochodów z tej fabryki miały miejsce w grudniu 2019 r.

## Dane techniczne

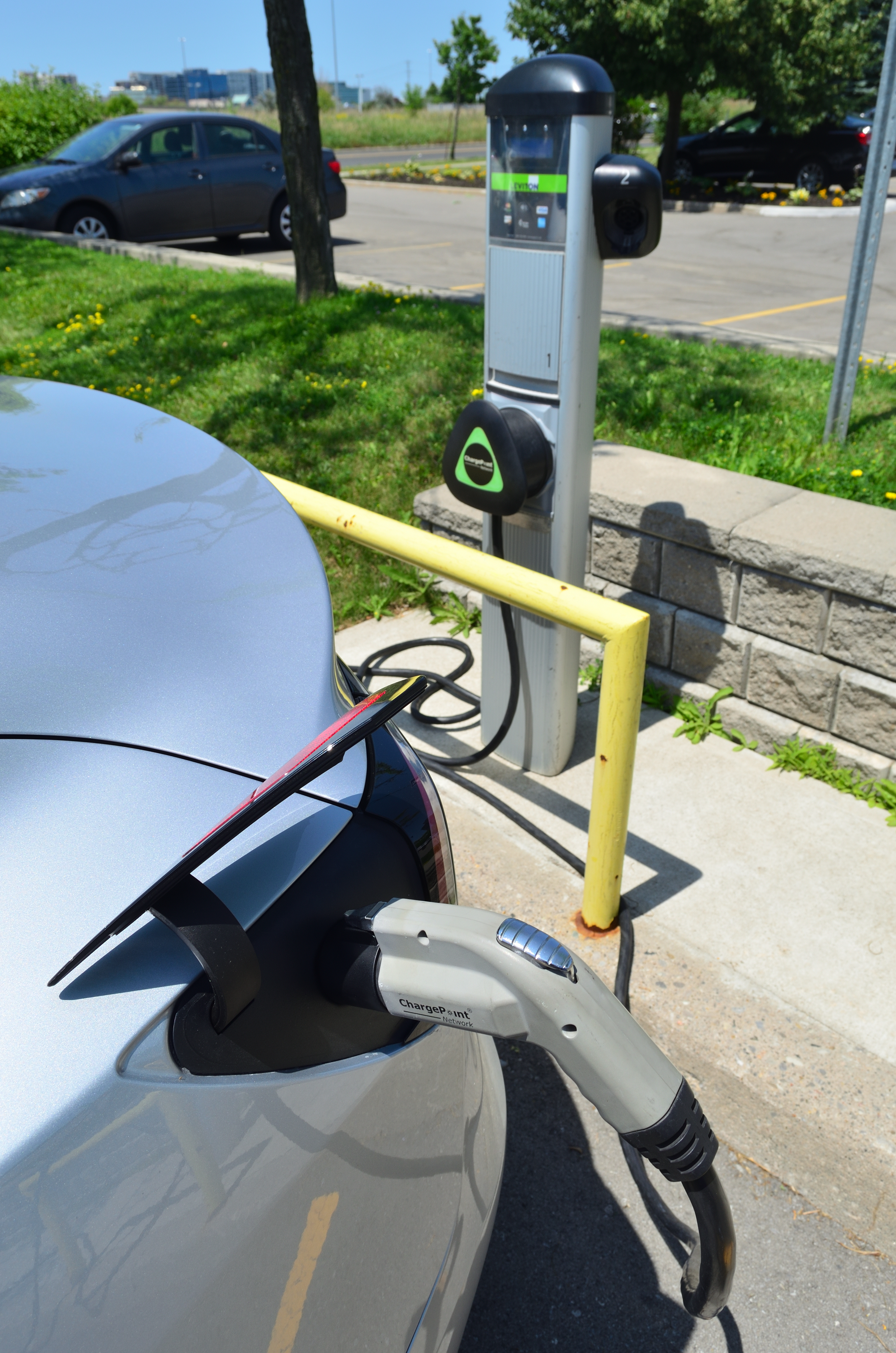
Tesla Model 3 podczas ładowania

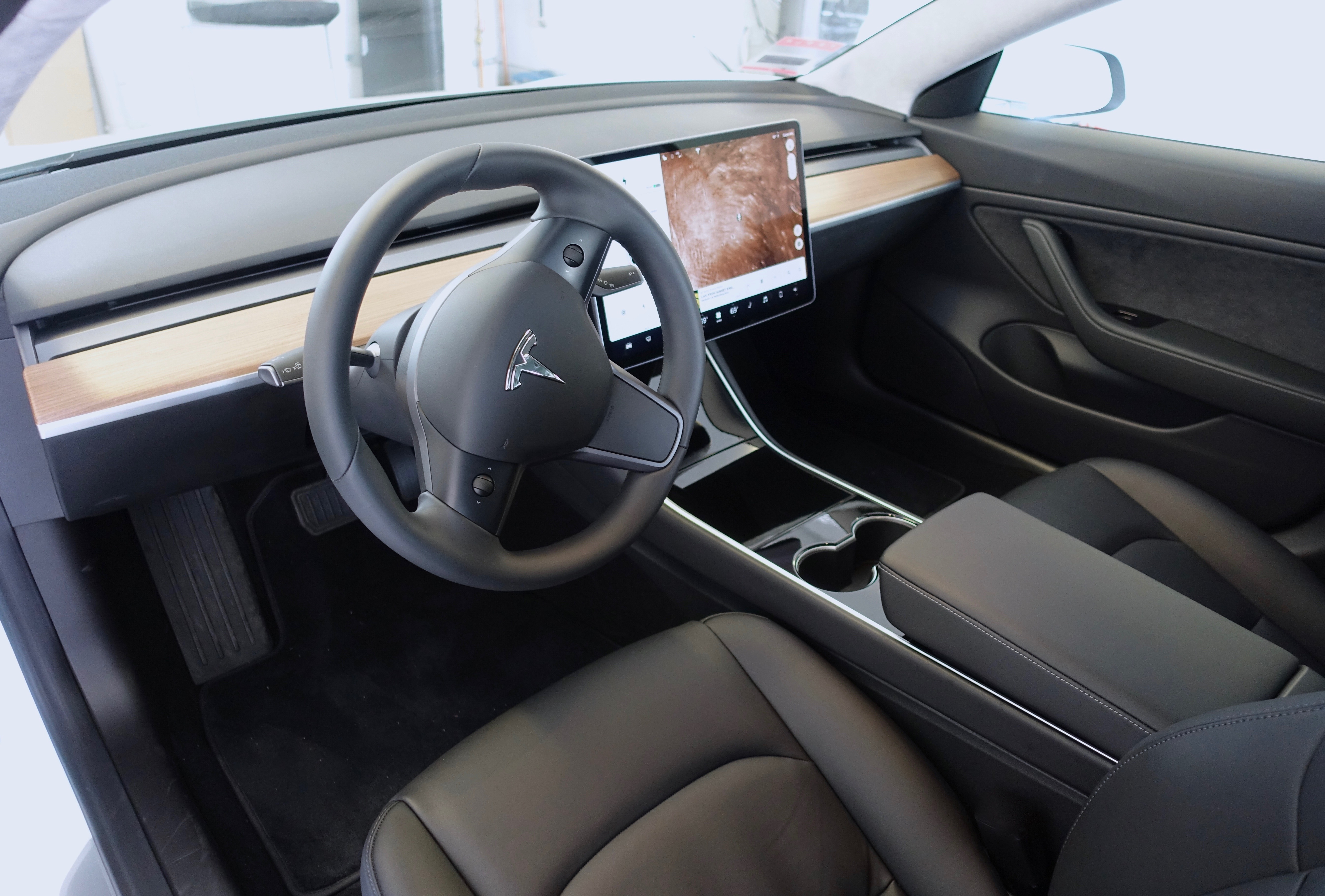
Kokpit (2017–2020)

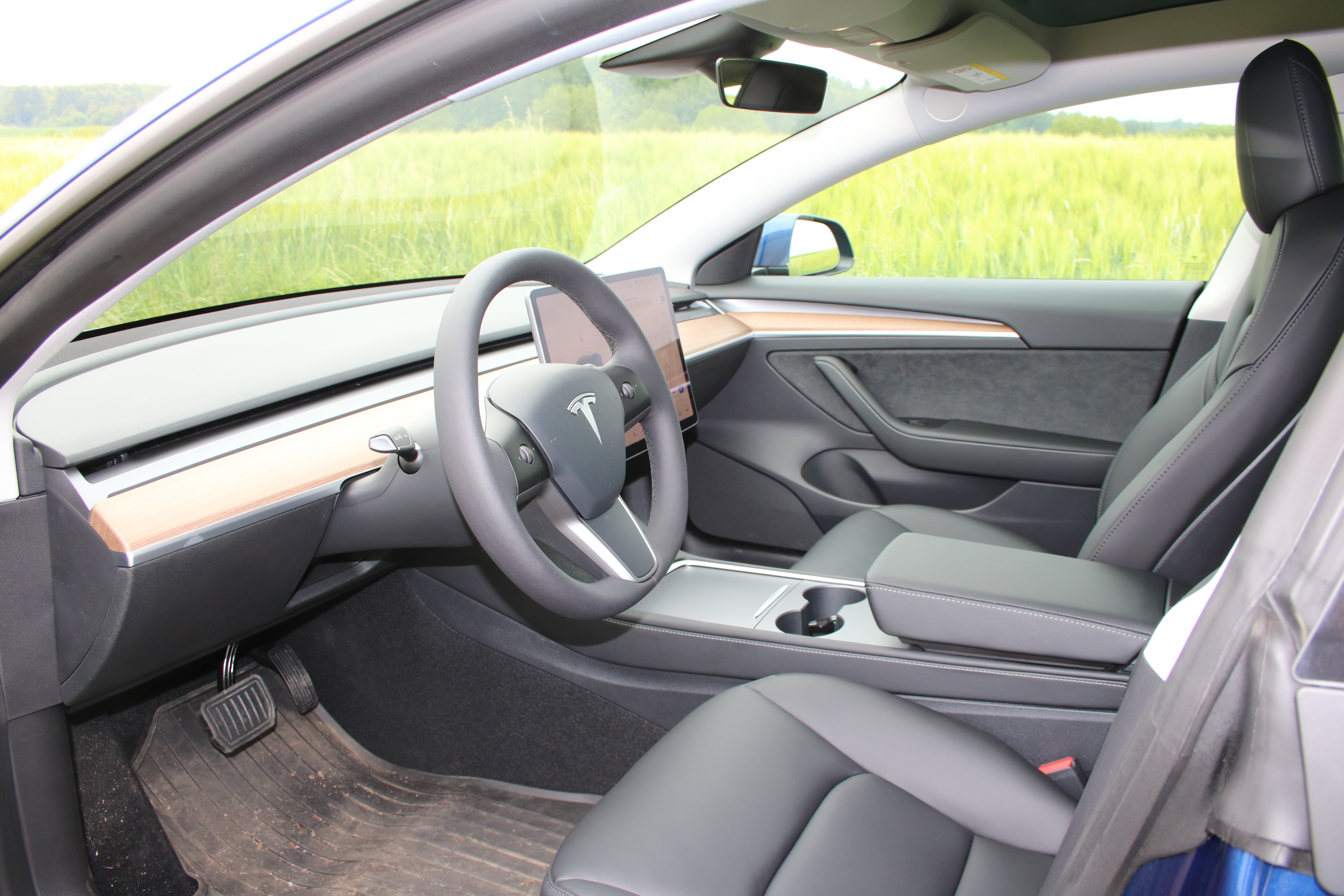
Kokpit (2020–2023)

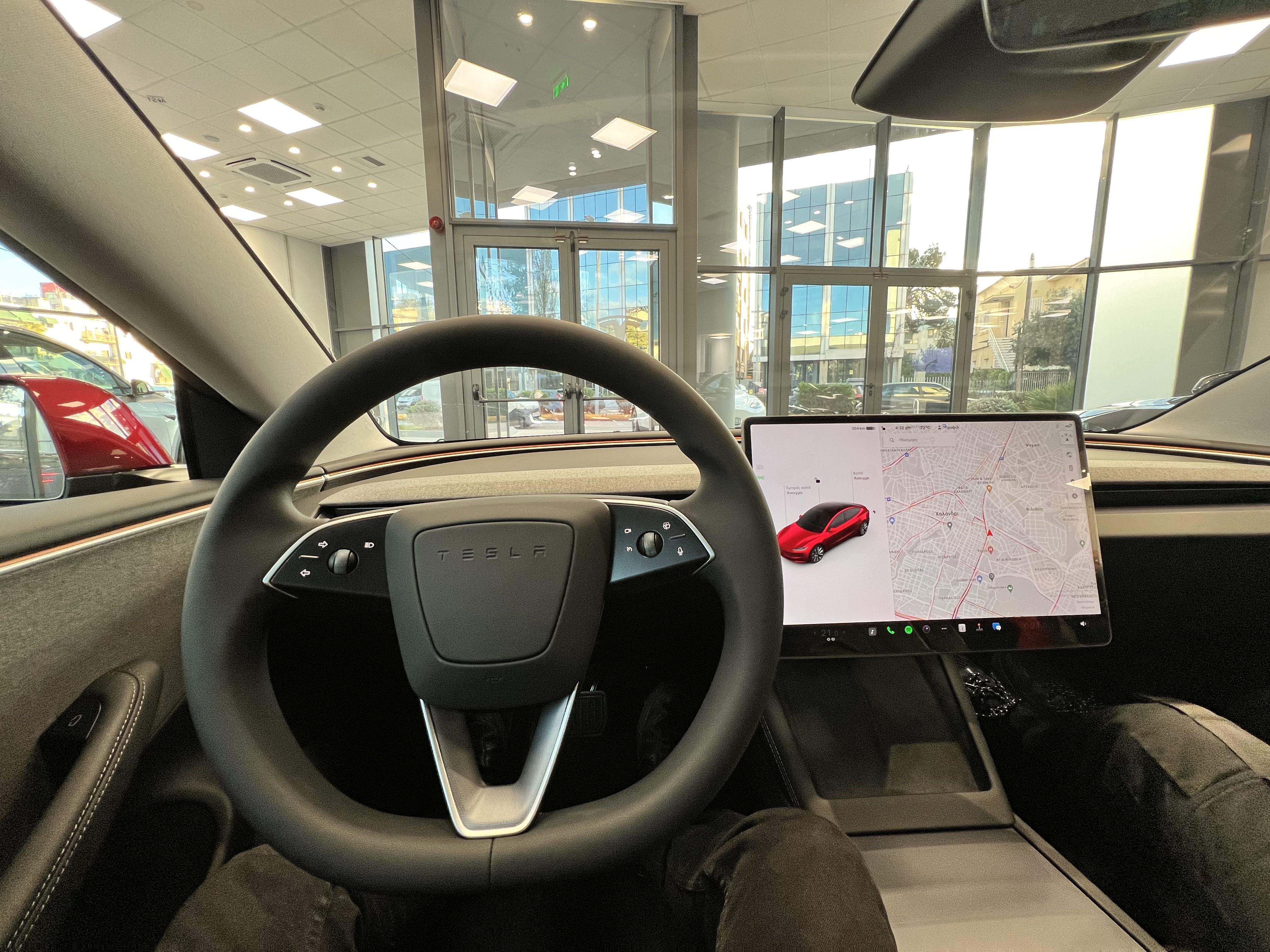
Kokpit (od 2023)

### Model 3 Performance
- Napęd na wszystkie koła, dwa silniki elektryczne
- Pojemność całkowita akumulatorów: 82 kWh (wcześniej 75 kWh)
- 507 km (315 mil) deklarowanego zasięgu wg norm EPA
- Przyspieszenie od 0 do 60 mil/h w czasie 3,1 sekundy

### Model 3 Long Range (AWD)
- Napęd na wszystkie koła, dwa silniki elektryczne
- Pojemność całkowita akumulatorów: 82 kWh (wcześniej 75 kWh)
- 576 km (358 mil) deklarowanego zasięgu wg norm EPA
- Przyspieszenie od 0 do 60 mil/h w czasie 4,2 sekundy

### Model 3 (wcześniej Standard Range Plus)
- Napęd na tylne koła, jeden silnik elektryczny
- Pojemność całkowita akumulatorów: 60 kWh
- 438 km (272 mile) deklarowanego zasięgu wg norm EPA
- Przyspieszenie od 0 do 60 mil/h w czasie 5,3 sekundy

### Cechy wspólne
- Zdalne aktualizacje oprogramowania samochodu (over-the-air)
- Przygotowany do jazdy na autopilocie oraz pakiet bezpieczeństwa czynnego[28]. Tesla z czasem rozszerzyła funkcjonalność autopilota.
- Dodatkowa przestrzeń bagażowa pod przednią maską, tzw. frunk[29]
- Szklany dach
- Wszystkie modele Tesli są zintegrowane z oficjalną aplikacją mobilną producenta, która umożliwia użytkownikom zdalny dostęp do podstawowych funkcji pojazdu, takich jak sterowanie klimatyzacją, zamkami, światłami czy stanem ładowania baterii[30].

### Inne wersje

#### Long Range RWD
Pierwszą produkowaną wersją pojazdu (od lipca 2017) była wersja Long Range RWD, z akumulatorami 75 kWh i wyłącznie tylnym napędem. Jej produkcji na rynek amerykański zaprzestano w listopadzie 2018, kilka miesięcy po wprowadzeniu w lipcu 2018 wersji z napędem na wszystkie koła. Produkcję wersji Long Range RWD na rynek amerykański wznowiono w roku 2019, lecz wkrótce znów jej zaprzestano.

#### Mid Range
Wersja o średniej pojemności akumulatorów (62 kWh pojemności całkowitej), oferowana od października 2018 do marca 2019.

#### Standard Range
Najtańsza wersja o zapowiadanej cenie 35 tys. dolarów. Akumulatory 50 kWh, deklarowany zasięg wg EPA: 354 km (220 mil). Pierwsze dostawy tej wersji miały miejsce w 2019 roku, przy czym korzystała ona z akumulatorów z wersji Standard Range Plus, w których sztucznie ograniczono pojemność przy pomocy oprogramowania. Jest to specjalna wersja, którą można było, przynajmniej w 2020 roku, zamówić telefonicznie lub w salonie Tesli; nie widniała wówczas w konfiguratorze dostępnym na stronie internetowej firmy. Podstawową wersją oferowaną w konfiguratorze jest produkowana od marca 2019 wersja Standard Range Plus.

#### Wersja kanadyjska
W Kanadzie oferowana jest także jeszcze inna wersja, o zasięgu ograniczonym do ok. 150 km i cenie nieprzekraczającej 45 tys. dolarów kanadyjskich. Dzięki umieszczeniu takiej niepraktycznej wersji w ofercie producent mógł twierdzić, że cena bazowa Tesli Model 3 w Kanadzie wynosi nie więcej niż 45 tys. dolarów kanadyjskich, a to z kolei pozwalało nabywcom wersji Standard Range Plus (ewentualnie również wersji Standard Range) korzystać z preferencyjnych przepisów podatkowych.